# Das Lied der Deutschen
Das Lied der Deutschen (in tedesco: Il canto dei tedeschi), o Deutschlandlied (Canto della Germania), o, più raramente, Deutschland, Deutschland über alles (Germania, Germania al di sopra di tutto), è un canto patriottico tedesco, il cui testo venne scritto da August Heinrich Hoffmann von Fallersleben sulla melodia dell'inno imperiale austriaco di Franz Joseph Haydn. 
Fu l'inno nazionale del Reich tedesco dal 1922 al 1945. A partire dal 1952 è l'inno nazionale della Repubblica Federale di Germania, anche se solo la terza strofa viene cantata ufficialmente. 

## Storia
Nel 1841 la Germania era ancora divisa in una moltitudine di stati, secondo i confini stabiliti dal Congresso di Vienna: l'unità era ben lungi a venire. Un primo tentativo di riunificazione sarebbe fallito nel 1848 e l'obiettivo fu raggiunto solo nel 1871 ad opera di Bismarck. Per questo la Germania visse in quei decenni un fermento culturale analogo a quello del Risorgimento italiano. 
L'incipit dell'inno, Deutschland über alles rappresentava l'unità della patria, la quale doveva essere il primo e più importante pensiero di ciascuno. Fallersleben, pieno di fervore patriottico, compose il testo in tre strofe e, non essendo musicista, lo adattò sulla musica dell'Inno imperiale austriaco di Haydn. E così il brano, inno in Austria, si diffuse in Germania come canto patriottico. La Confederazione germanica prima e l'Impero tedesco poi avevano il loro inno, uguale a quello del Regno Unito. Dopo la prima guerra mondiale e la relativa sconfitta, nel 1922 la nuova Repubblica tedesca decise di cambiare inno, tanto più che in quel periodo, ad opera del cancelliere Renner, l'Austria aveva rinunciato alla melodia di Haydn, e così il canto patriottico di Fallersleben divenne inno tedesco. Nel 1929 l'Austria riadottò l'inno e vi fu così uguaglianza musicale su due testi diversi. Con l'annessione da parte della Germania nazista del territorio austriaco nel 1938 (evento noto come Anschluss), Hitler fece sì che l'inno tedesco (soltanto la prima strofa) diventasse tale anche per la scomparsa Austria.
A causa del nazismo, che adottò un'interpretazione letterale delle prime parole del testo (Deutschland über alles, über alles in der Welt, "Germania sopra a tutto, sopra a tutto nel mondo"), l'inno divenne poi simbolo di oppressione per molti popoli europei. Dopo la seconda guerra mondiale gli Alleati ne proibirono l'uso, mentre la risorta Austria si orientò verso un nuovo inno. Intanto, nel 1949, nella zona di occupazione sovietica nacque la Repubblica Democratica Tedesca (DDR) che adottò l'inno Auferstanden aus Ruinen ("Risorti dalle rovine") del compositore Hanns Eisler (1898-1962) con testo del ministro Johannes Becker. Allora gli Stati Uniti d'America acconsentirono alla creazione della Repubblica Federale di Germania (BRD); per questa si adottò il nuovo inno Land des Glaubens del compositore Hermann Reutter (1905-1984), che però non piacque ai tedeschi. Perciò, dopo soli due anni, nel 1952 si decise di ripristinare la musica di Haydn con l'utilizzo della sola terza strofa dell'inno, che cita i valori condivisi dagli stati democratici (Einigkeit und Recht und Freiheit, "Unità, giustizia e libertà") per non creare malintesi, evitando soprattutto, nella prima strofa, la citazione dei confini (dalla Mosa fino alla Memel, dall'Adige fino al Piccolo Belt) che si trovano tutti (eccetto il mar Baltico) al di fuori dell'attuale territorio tedesco, ma che all'epoca della composizione delimitavano effettivamente i territori tedeschi.

## Cronologia
- Fino al 1918 l'Impero tedesco aveva un inno ufficiale, derivato da quello della vecchia Confederazione germanica, Heil dir im Siegerkranz ("Salute a te nella corona della vittoria"), sulla musica di God Save the King, l'inno britannico. Le singole nazioni che avevano costituito l'Impero tedesco mantennero però per uso locale i rispettivi inni nazionali. Per il popolo tedesco era inoltre sentita quasi come un inno ufficiale la canzone patriottica Die Wacht am Rhein ("La guardia sul Reno").
- Quando nel 1918 la monarchia cadde e fu proclamata la Repubblica, l'inno imperiale rimase senza testo, fino al 1922, quando si decise di effettuare la modifica, anche in virtù del fatto che nel frattempo l'Austria aveva cambiato inno[4].
- Dal 1933 al 1945 il Lied der Deutschen (di cui veniva cantata solo la prima strofa, Deutschland, Deutschland über alles) nelle occasioni ufficiali era sempre accompagnato dal Horst-Wessel-Lied, inno ufficiale del Partito nazista.
- Dal 1952 al 1989 il Lied der Deutschen (solo la terza strofa Einigkeit und Recht und Freiheit) fu usato come inno della Repubblica Federale di Germania (cioè la Germania occidentale), mentre la Repubblica Democratica Tedesca (cioè la Germania orientale) usava Auferstanden aus Ruinen ("Risorti dalle rovine"), il cui testo fu scritto da Johannes Becher, uno dei più grandi poeti tedeschi del XX secolo, su musica di Hanns Eisler. Un fatto significativo fu che Auferstanden aus Ruinen fu scritto in modo da potere essere cantato anche con la musica del Lied der Deutschen.[senza fonte]
- Dal 1990 la terza strofa Einigkeit und Recht und Freiheit ("Unità, giustizia e libertà") è l'inno della Germania unificata.

## Testo
| Testo in tedesco | Traduzione letterale | Traduzione poetica |
| Deutschland, Deutschland über alles, über alles in der Welt, wenn es stets zu Schutz und Trutze brüderlich zusammenhält. Von der Maas bis an die Memel, von der Etsch bis an den Belt: Deutschland, Deutschland über alles, über alles in der Welt. Deutsche Frauen, deutsche Treue, deutscher Wein und deutscher Sang sollen in der Welt behalten ihren alten schönen Klang. Uns zu edler Tat begeistern unser ganzes Leben lang Deutsche Frauen, deutsche Treue, deutscher Wein und deutscher Sang. Einigkeit und Recht und Freiheit für das deutsche Vaterland! Danach lasst uns alle streben, brüderlich mit Herz und Hand! Einigkeit und Recht und Freiheit sind des Glückes Unterpfand. Blüh im Glanze dieses Glückes, blühe deutsches Vaterland. | Germania, Germania, al di sopra di tutto al di sopra di tutto nel mondo, purché per protezione e difesa si riunisca fraternamente. Dalla Mosa fino al Memel dall'Adige fino al Belt: Germania, Germania, al di sopra di tutto al di sopra di tutto nel mondo. Donne tedesche, fedeltà tedesca, vino tedesco e canto tedesco, devono mantenere nel mondo il loro antico, bel suono. Che ci ispirino a nobili azioni lungo tutta la nostra vita Donne tedesche, fedeltà tedesca, vino tedesco e canto tedesco. Unità, giustizia e libertà per la patria tedesca! Aspiriamo orsù a questo, fraternamente col cuore e con la mano! Unità, giustizia e libertà sono la garanzia della felicità. Fiorisci nel fulgore di questa gioia, fiorisci, patria tedesca! | Germania sopra tutto, sola al mondo senza par, se fedele, se concorde, le sue lotte sosterrà. Dalla Mosa fino al Memel e dall’Adige al mar Belt: Germania sopra tutto, sola al mondo senza par! Donne e fede sian tedesche e tedeschi il canto e il vin: tutto ciò nel mondo serbi la sua antica fama ognor. Ispirati nobilmente, forti imprese compirem. Donne e fede sian tedesche, e tedeschi il canto e il vin! Fra i tedeschi sia concordia, sia giustizia e libertà: ciò desia fraternamente ogni braccio ed ogni cor. Di giustizia e di concordia pegno sia la libertà. Salve patria dei tedeschi, sia il tuo fior felicità! |